# Diproctacanthus xanthurus
Diproctacanthus xanthurus är en fiskart som först beskrevs av Bleeker, 1856.  Diproctacanthus xanthurus ingår i släktet Diproctacanthus och familjen läppfiskar. IUCN kategoriserar arten globalt som livskraftig. Inga underarter finns listade i Catalogue of Life.